# دهستان لاله‌آباد

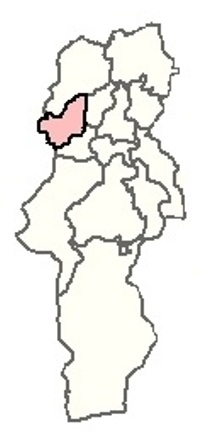
موقعیت دهستان لاله‌آباد (صورتی) در شهرستان بابل

لاله‌آباد (به مازندرانی: لاله‌وا)، دهستانی است از توابع بخش لاله‌آباد شهرستان بابل در استان مازندران در شمال ایران. شغل اصلی ساکنین روستاهای لاله‌آباد کشاورزی و محصول اصلی آن برنج است. بخشی از جاده قدیم بابل به آمل از این دهستان می‌گذرد.

## تقسیمات کشوری
این دهستان، در سال ۱۳۶۶ به مرکزیت پایین احمدچاله‌پی ایجاد شده و شامل بیست و نه آبادی است.

## جمعیت
براساس سرشماری سال ۱۳۹۵ جمعیت آن ۱۷۳۲۳ نفر (۵۷۴۵ خانوار) بوده‌است. سه مرکز مهم جمعیتی آن (بر اساس سرشماری سال ۱۳۹۵) به شرح زیر می‌باشد.
1. پایین احمدچاله‌پی
2. بالا احمدچاله‌پی
3. آقاملک